# Johannes Brahms
Johannes Brahms (7 tháng 5 năm 1833 tại Hamburg – 3 tháng 4 năm 1897 tại Viên) là một nhà soạn nhạc, nghệ sĩ dương cầm và chỉ huy dàn nhạc người Đức. Các tác phẩm của ông được xếp vào chủ nghĩa lãng mạn (romanticism).
Sinh ra trong một gia đình theo đạo Luther tại Hamburg, Brahms sống phần lớn cuộc đời sự nghiệp tại Viên, Áo. Danh tiếng và ảnh hưởng của Brahms lúc sinh thời đã được công nhận; theo sau bình luận của nhà chỉ huy thế kỉ XIX Hans von Bülow, ông thường được nhóm chung với Johann Sebastian Bach và Ludwig van Beethoven thành "Ba B".
Brahms sáng tác cho piano, nhạc thính phòng, dàn nhạc giao hưởng, giọng hát và hợp xướng. Là một nghệ sĩ dương cầm điêu luyện, ông thực hiện các buổi diễn ra mắt nhiều tác phẩm của chính mình, ông cũng đã từng làm việc với một số nghệ sĩ hàng đầu vào thời bấy giờ, kể cả với nghệ sĩ dương cầm Clara Schumann và nghệ sĩ vĩ cầm Joseph Joachim. Nhiều tác phẩm của ông trở thành trụ cột trong vốn tiết mục biểu diễn. Brahms là một người kiên quyết theo chủ nghĩa cầu toàn, cho nên ông đã tự hủy và không công bố rất nhiều tác phẩm của mình.
Các sáng tác của Brahms bao hàm cả những chất liệu truyền thống lẫn sáng tạo. Âm nhạc của ông có cấu trúc và kỹ thuật bắt nguồn vững chắc từ các bậc thầy Baroque và Cổ điển. Âm nhạc của Johannes Brahms, với vẻ đẹp hình thức hoàn hảo và sự dung dị sâu sắc của tâm hồn. Ông là người tiếp nối các truyền thống hiện thực cổ điển và "làm giàu" chúng bằng những thành tựu của chủ nghĩa lãng mạn Đức. Âm nhạc của Johannes Brahms vừa đầy chất triết học trữ tình đặc trưng của Bach vừa mang những hình tượng âm nhạc hoành tráng và bạo liệt theo tinh thần Beethoven, nhưng cũng đậm nỗi lo âu về số phận của con người hiện đại.

## Cuộc đời

### Niên thiếu

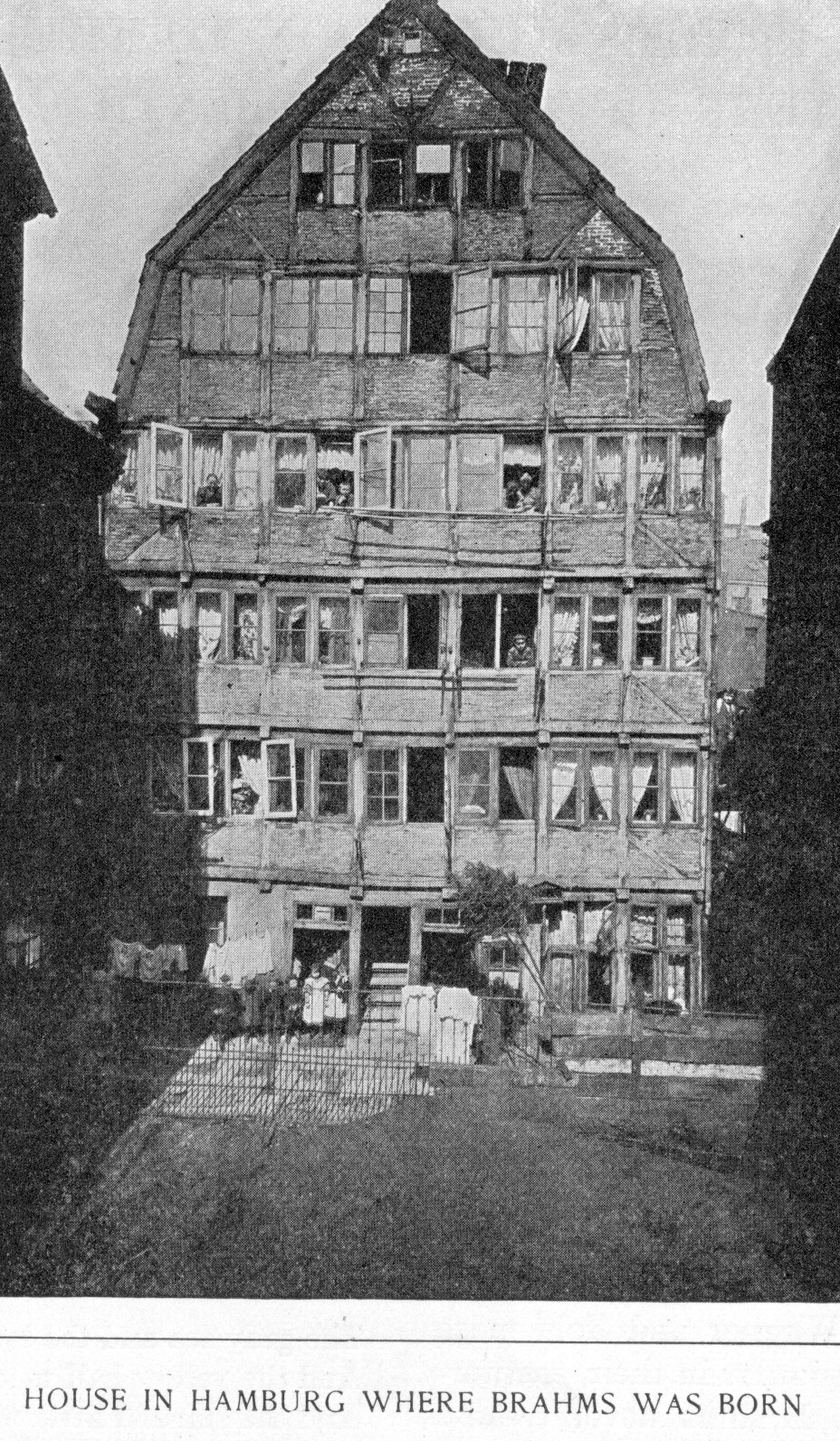
Ảnh chụp từ năm 1891 tòa nhà ở Hamburg, nơi Brahms được sinh ra. Gia đình Brahms ở tầng 1, phía sau hai cửa sổ hai phía bên tay trái.

Brahms sinh ngày 7/5/1833 tại thành phố cảng Hamburg, miền bắc nước Đức, là con thứ trong gia đình một nhạc sĩ nghèo, dòng dõi thị dân. Cha của ông là Johann Jakob Brahms (1806–72) di dân từ Dithmarschen đến Hamburg, kiếm sống bằng nghề chơi nhạc, ông có thể chơi nhiều nhạc cụ khác nhau, nhưng chủ yếu là thổi kèn cor, chơi contrabass. Chính Brahms nói về thời thơ ấu của mình: "Chẳng có mấy ai sống khổ như tôi".
Johann Jakob Brahms đã cho con trai mình đi học nhạc lần đầu tiên. Brahms học piano từ 7 tuổi với Otto Friedrich Willibald Cossel. Do đói nghèo của gia đình, cậu bé Brahms phải chơi nhạc ở các sàn nhảy và nhà thổ xung quanh là các thủy thủ say rượu và gái mại dâm thường vuốt ve cậu. Các nhà viết tiểu sử hiện đại đã nhấn mạnh thời kỳ này là nguyên nhân làm cho Brahms không có khả năng 'để có một mối quan hệ hôn nhân thành công, quan điểm của ông về phụ nữ bị biến dạng bởi những trải nghiệm trong quá khứ của mình'. Gần đây, các học giả nghiên cứu về Brahms là Styra Avins và Kurt Hoffman cho rằng những nhận xét này là sai lầm.
Trong một thời gian, Brahms cũng học thêm cello. Sau khi những bài học piano đầu tiên với Otto Cossel, Brahms tiếp tục học piano với Eduard Marxsen, một người đã từng học ở Viên với Ignaz von Seyfried (một học sinh của Mozart) và Carl Maria von Bocklet (một người bạn thân của Schubert). Chàng trai Brahms đã biểu diễn một vài buổi hòa nhạc công cộng ở Hamburg, nhưng chẳng gây được tiếng tăm gì cho đến khi ông thực hiện một tour diễn ở tuổi 19.

### Hội ngộ với Joachim và Liszt

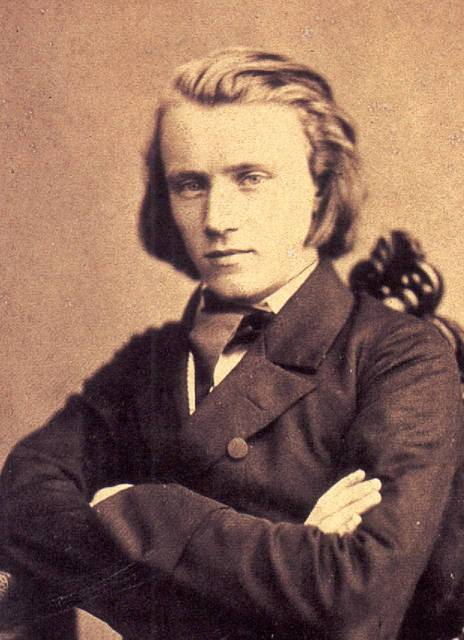
Brahms năm 1853

Vào tháng 4 và tháng 5 năm 1853, Brahms rời bỏ Hamburg đi lưu diễn khắp đất nước cùng nghệ sĩ violin – nhà cách mạng người Hungary – Eduard Reményi và qua đó có dịp gặp Franz Liszt, Peter Cornelius, Joachim Raff tại Weimar, và Joseph Joachim tại Hannover. Lúc này Liszt đã sừng sững như một tượng đài âm nhạc thế giới, nhưng chỉ mới vài ngày Brahms đã ngộ ra rằng giữa ông và nhà soạn nhạc vĩ đại người Hungary không thể có "điểm tiếp xúc" nào cả. Khát vọng nghệ thuật của Liszt vì một thứ âm nhạc có chương trình trong đó nội dung và hình thức được xác định bằng hình tượng văn học quá xa lạ với Brahms. Theo nhiều nhân chứng cho cuộc tao ngộ giữa Brahms với Liszt (lúc đó Liszt trình diễn "khúc keczô" (Scherzo), op.4 của Brahms), trong khi Brahms lại không toàn tâm toàn ý để trình bày bản sonata của Liszt (Brahms đã ngủ thiếp đi khi đang thực hiện buổi diễn), điều này làm cho Reméyi cảm thấy bị xúc phạm và họ chia tay ngay sau đó. Brahms sau đó bào chữa cho mình, nói rằng ông không thể chống đỡ cơn buồn ngủ sau khi bị kiệt sức do di chuyển.

### Brahms và Schumann
Joachim đã gửi một thư giới thiệu Brahms cho Robert Schumann, và sau đó Brahms đã bắt tàu đến Düsseldorf. Tại đây, Brahms gặp Robert Schumann và cuộc gặp này tạo ra bước ngoặt lớn trong cuộc đời của ông. Tuy đang bị bệnh tâm thần hành hạ nhưng nhà soạn nhạc người Đức nổi tiếng Schumann đã phải sửng sốt trước tài năng độc đáo của chàng nhạc sĩ vô danh 20 tuổi, nên vào ngày 28 tháng 10 năm 1853 Schumann đã viết bài báo cuối cùng của mình (sau 10 năm gác bút) với nhan đề Neue Bahnen (Con đường mới) trên tạp chí âm nhạc Neue Zeitschrift für Musik do ông sáng lập. Hai mươi năm trước đó, Schumann là người đầu tiên viết về Chopin và bây giờ ông là người đầu tiên viết về Brahms. Ông gọi Brahms là "bậc thầy biểu đạt hoàn hảo tâm hồn thời đại". Bài báo của Schumann khiến cho những người hâm mộ ông (như nhạc trưởng dàn nhạc Philharmonic và một nhà xuất bản âm nhạc tại Hamburg) rất ấn tượng với tài năng trẻ Brahms, nhưng một số người khác vẫn còn hoài nghi. Điều này làm Brahms càng thêm khắt khe với chính những tác phẩm của ông. Ông viết cho Schumann, "người thầy vĩ đại" vào tháng 11 năm 1853, "lời khen của thầy về tôi làm cho công chúng đã có những kỳ vọng mà tôi không biết làm cách nào để thỏa mãn họ..."
Trong thời gian ở Düsseldorf, Brahms cùng với Schumann và học trò của ông là Albert Dietrich soạn bản sonata để dành tặng cho nghệ sĩ vĩ cầm Joseph Joachim; bản sonata được biết dưới cái tên F–A–E Sonata (tiếng Đức: Frei aber einsam, tự do nhưng cô độc). Vợ của Schumann, nhà soạn nhạc và nghệ sĩ dương cầm Clara, viết trong nhật ký của mình về chuyến thăm đầu tiên của ông rằng Brahms "là một trong những người từ trên trời do Đấng Toàn năng gửi xuống-Anh ấy cho chúng tôi nghe các bản sonata, scherzos v.v... của riêng mình, tất cả đều cho thấy trí tưởng tượng dồi dào, độ sâu của cảm giác, với một trình độ điêu luyện... những gì anh đã chơi cho chúng tôi nghe đã ở mức bậc thầy mà người ta không thể không nghĩ rằng Đấng Toàn năng lòng lành gửi anh tới trong trạng thái sẵn sàng. Anh ta sẽ có một tương lai tuyệt vời, với điều kiện anh ta phải tìm thấy một lĩnh vực phù hợp với thiên tài của mình trước khi đặt bút viết nốt nhạc đầu tiên cho dàn nhạc."
Sau khi Schumann tự tử bất thành và bị đưa vào viện điều dưỡng tâm thần ở gần Bonn vào tháng 2 năm 1854, Clara trở nên "tuyệt vọng" khi đang chờ sinh đứa con thứ tám của Schumanns. Brahms vội vã tới Düsseldorf. Ông và/hoặc Joachim, Dietrich, và Julius Otto Grimm đã đến thăm Clara thường xuyên trong tháng 3 năm 1854, làm bà khuây khỏa khỏi bi kịch của ông chồng Robert bằng cách chơi nhạc cùng hoặc cho Clara nghe. Clara đã viết trong nhật ký của bà rằng "Brahms tử tế luôn luôn cho thấy mình là một người bạn đồng cảm nhất. Anh ta không nói nhiều, nhưng người ta có thể nhìn thấy trong mắt Brahms... việc chia sẻ đau buồn với tôi vì một người thân yêu mà anh ta luôn kính trọng. Bên cạnh đó, anh ấy rất tử tế khi tranh thủ mọi cơ hội cổ vũ tôi bằng bất cứ điều gì liên quan đến âm nhạc. Sự hy sinh của một chàng trai trẻ như vậy tôi không thể không nhận ra, một sự hy sinh chắc chắn là bất cứ ai ở gần tôi bây giờ đều thấy rõ".
Sau đó, để giúp Clara và các con của bà, Brahms đến ở tại căn hộ ngay trên nhà Schumann trong một căn nhà ba tầng, tạm thời đẩy sự nghiệp âm nhạc của mình sang một bên. Clara đã không được phép đến thăm Robert cho đến hai ngày trước khi ông qua đời. Còn Brahms có thể đến thăm ông nhiều lần và trở thành người trung gian liên lạc. Gia đình Schumanns có một quản gia, "Bertha" tại Düsseldorf, sau đó là Elisabeth Werner tại Berlin. Ngoài ra còn có một đầu bếp thuê, ở Berlin, tên là "Josephine". Khi con gái lớn nhất của nhà Schumanns, Marie, sinh năm 1841, đến tuổi trưởng thành, cô đã tiếp quản công việc quản gia và nội trợ trong nhà. Clara thường đi lưu diễn một vài tháng liên tục, hoặc đôi khi nghỉ hè chữa bệnh, và trong ba năm 1854-1856 Brahms cũng đi lưu diễn, để lại việc nhà cho toàn bộ gia nhân. Clara đánh giá rất cao hỗ trợ tinh thần âm nhạc của Brahms.
Trong một buổi biểu diễn ở Leipzig vào tháng 10 năm 1854, Clara chơi phần Andante và Scherzo của Sonata cung Fa thứ của Brahms, "lần đầu tiên âm nhạc của Brahms đã được chơi trước công chúng".
Brahms và Clara đã có một mối quan hệ rất chặt chẽ và lâu dài nhưng không bình thường. Họ đã có tình cảm tuyệt vời với nhau, nhưng cũng tôn trọng lẫn nhau. Năm 1887 Brahms nhắc nhở Clara tất cả các thư từ giữa ông và Clara nên đem hủy đi. Trên thực tế Clara giữ khá nhiều thư Brahms đã gửi cho bà. Marie đã khuyên can bà không hủy nhiều thư Brahms đã gửi lại. Cuối cùng, các bức thư giữa Clara và Brahms đã được công bố tại Đức. Một trong số các bức thư đầu tiên của Brahms gửi cho Clara cho thấy tình yêu sâu sắc của Brahms với Clara. Thư từ Clara gửi Brahms, trừ một bức thư, cho thấy cảm tình của Clara bắt đầu muộn hơn, từ năm 1858. Các bức thư, một số đoạn trích chọn lọc, và nhật ký của Clara đã được dịch sang tiếng Anh. Bức thư trích đoạn và được dịch sớm nhất của Brahms gửi cho Clara có ngày tháng 10 năm 1854. Hans Gál cảnh báo rằng các thư từ được phổ biến ra công chúng có thể "đã trải qua kiểm duyệt trước của Clara".
Brahms cảm thấy xung đột mạnh mẽ giữa tình cảm với Clara và sự tôn trọng dành cho bà và Robert, điều này làm ông có lúc đã nghĩ đến tự tử. Không lâu sau khi Robert qua đời, Brahms đã quyết định ông phải ra khỏi gia đình Schumann. Ông đã ra đi theo một cách khá cộc cằn, để lại cảm giác bị tổn thương cho Clara. Tuy nhiên, Brahms và Clara vẫn giữ mối quan hệ qua thư từ. Ông đã cùng nghỉ hè với Clara và một số người con của bà. Năm 1862, Clara đã mua một ngôi nhà ở Lichtental, sau đó kể từ năm 1909 mua tiếp nhà ở Baden-Baden, và sống ở đó với gia đình còn lại của mình từ năm 1863 đến năm 1873. Về phần Brahms, từ năm 1865 tới năm 1874 đã dành một số thời gian nghỉ hè sống trong một căn hộ gần đó trong một ngôi nhà mà bây giờ là một bảo tàng Brahms ("Brahmshaus"). Trong những năm sau đó, Brahms xuất hiện tại nhà Clara như là một ông chú họ của Eugenie Schumann. Clara và Brahms đi một chuyến lưu diễn cùng nhau trong tháng 11 và tháng 12 năm 1868 tại Viên, sau đó vào đầu năm 1869 tới Anh và Hà Lan; tour du lịch kết thúc vào tháng 4 năm 1869. Sau khi Clara chuyển từ Lichtental đến Berlin vào năm 1873, hai người gặp nhau ít thường xuyên hơn, vì Brahms đã có nhà tại Viên từ năm 1863.
Clara lớn hơn Brahms 14 tuổi. Trong một bức thư cho bà ngày 24 tháng 5 năm 1856, hai năm rưỡi sau khi gặp Clara, và sau hai năm cùng nhau, Brahms đã viết rằng ông tiếp tục gọi Clara theo đại từ nhân xưng lịch sự của Đức "Sie" thay vì sử dụng các đại từ nhân xưng với người thân "Du" Clara đồng ý rằng họ gọi nhau là "Du"; bà viết trong nhật ký của mình: "Tôi không thể từ chối, vì thực sự tôi yêu cậu ấy như yêu con trai mình." Brahms đã viết trong bức thư đề ngày 31 tháng 5:
"Tôi ước gì có thể viết thư cho em là dịu dàng như tôi yêu em, và làm nhiều điều tốt đẹp cho em, như em muốn. Em vô cùng thân thiết với tôi đến nỗi tôi khó có thể thể hiện tình cảm đó. Tôi muốn gọi em là em yêu và rất nhiều những cái tên gần gũi khác, mà vẫn không bao giờ đủ".
Phần còn lại của bức thư, và các bức thư sau đó, có nội dung về âm nhạc và các nhạc sĩ, cập nhật về các chuyến đi và trải nghiệm của hai người. Brahms coi trọng các ý kiến có giá trị của Clara với tư cách một nhà soạn nhạc. "Không có tác phẩm nào của Brahms mà không có sự góp ý của Clara. Bà là cố vấn trung thành tận tụy của ông." Trong một bức thư gửi cho Joachim vào năm 1859, ba năm sau cái chết của Robert, Brahms đã viết về Clara:
"Tôi tin rằng tôi tôn trọng và ngưỡng mộ cô ấy nhiều như tình cảm tôi dành cho cô ấy và bị cô ấy bỏ bùa. Thường thì tôi buộc phải kiềm chế bản thân mình, chỉ lặng lẽ ôm Clara và thậm chí tôi không biết, cái ôm đó rất tự nhiên và Clara sẽ không coi nó là ý xấu."
Brahms không kết hôn với bất cứ ai, mặc dù sau đó ông vẫn có những cảm xúc cháy bỏng với nhiều phụ nữ khác, kể cả việc dự tính tiến đến đính hôn với Agathe von Siebold ở Göttingen vào năm 1859, tuy nhiên tất cả mối quan hệ này đều nhanh chóng tan vỡ. Dường như Brahms đã không kín đáo về mối quan hệ này, và điều đó đã khiến ông gặp rắc rối với bạn bè. Sau khi lễ đính hôn bị hủy, Brahms đã viết cho Agathe:. "Anh yêu em! Anh phải gặp lại em lần nữa, nhưng anh không có khả năng chịu sự ràng buộc. Hãy viết thư cho anh và nói liệu anh có thể trở lại để ôm em trong vòng tay, hôn em, và cho em biết rằng anh yêu em biết bao." Nhưng họ không bao giờ gặp nhau lần nào nữa.

### Detmold và Hamburg
Sau cái chết của Schumann tại viện điều dưỡng vào năm 1856, Brahms lui tới giữa Hamburg để xây dựng và tổ chức một dàn đồng ca nữ, và công quốc Detmold để dạy nhạc và làm nhạc trưởng. Ông là nghệ sĩ solo tại buổi ra mắt Concerto số 1 cho piano của mình vào năm 1859.
Năm 1862, Brahms sang sống tại Viên, khi ấy được coi là thủ đô âm nhạc của thế giới. Năm 1863 ông được bổ nhiệm làm chỉ huy ca đoàn Viên (tiếng Đức: Vienna Singakademie). Mặc dù ông từ chức ngay trong năm sau đó và nghĩ đến chuyện chuyển đi thành phố khác, Brahms ngày càng gắn liền với Viên và Từ 1872-1875, Brahms là giám đốc của hội Gesellschaft der Musikfreunde ở Viên; kể từ sau đó ông không nhận thêm chức danh nào nữa. Ông từ chối nhận bằng tiến sĩ âm nhạc danh dự của trường Đại học Cambridge năm 1877, nhưng lại chấp nhận bằng tiến sĩ của trường Đại học Breslau năm 1879. Ông sáng tác Academic Festival Overture như một lời cảm ơn trường này.
Ở Viên, Brahms trở thành chủ tướng của những người "chống lại" Liszt và Wagner trong cái gọi là cuộc chiến giữa hai trường phái "Leipzig" và "Weimar". Thậm chí cả Hans Von Bulow, học trò lỗi lạc của Liszt và là bạn của Wagner, cũng nhảy sang phe Brahms. Bulow gọi Bản Giao hưởng số 1 của Brahms (viết năm 1876) là "bản giao hưởng thứ 10 của Beethoven". Đó là một lời nói hơi thậm xưng, nhưng nó thể hiện quan điểm của giới âm nhạc nửa cuối thế kỷ 19: tên tuổi Brahms được đặt cạnh tên của Beethoven và Bach - thần tượng của ông. Cuối đời Brahms đã nói một câu nổi tiếng: "Có 2 sự kiện lớn nhất đời tôi – đó là sự thống nhất nước Đức và việc xuất bản tuyển tập tác phẩm của Bach".
10 năm ở Viên là thời kỳ sáng tạo của Brahms đạt tới đỉnh cao huy hoàng. Trừ opera và âm nhạc theo chương trình, ông đã viết đến 380 tác phẩm thanh nhạc, 3 sonata, 5 biến tấu, 5 ballad, 3 rhapsody... cho piano, 3 sonata cho violin, 2 sonata cho cello và nhiều tác phẩm Tam tấu, Tứ tấu, Ngũ tấu... trong đó có nhiều tuyệt tác như Biến tấu theo chủ đề của Paganini (A-moll), Quintet cho piano (F-moll), Sonata số 3 cho violin, concerto số 2 cho piano (B-dur) - một "giao hưởng" 4 chương độc đáo có phần solo của piano. Đặc biệt với các tác phẩm giao hưởng, Brahms trở thành một trong những nhân vật lỗi lạc nhất của lịch sử âm nhạc thế giới thế kỷ 19. Giữa lúc hệ thống tư duy giao hưởng lãng mạn tưng bừng lên ngôi, ông đã đẩy tới sự hoàn chỉnh những nguyên tắc của chủ nghĩa cổ điển trong các thể tài giao hưởng. Đây chính là sự độc đáo và cống hiến lịch sử của Brahms. Thế nhưng, không giống những hậu bối của Felix Mendelssohn máy móc rập khuôn các quy luật cấu trúc và hình thức xưa cũ, Brahms sử dụng các thủ pháp giao hưởng cổ điển một cách sáng tạo để thể hiện một thế giới hình tượng lãng mạn, những tình cảm hiện đại, chất thơ, chất phóng túng của âm nhạc. Đương thời một nhà phê bình đã nói "Brahms cảm nhận bằng đầu và tư duy bằng trái tim".

### Những năm nổi tiếng
Buổi ra mắt bản hợp xướng lớn nhất của ông A German Requiem tại Bremen năm 1868 đã khẳng định danh tiếng của Brahms ở khắp Châu Âu, và khiến nhiều người chấp nhận rằng ông đã chinh phục được Beethoven và các bản giao hưởng. Điều này cho ông thêm tự tin để hoàn tất một số công trình mà ông đã vật lộn trong nhiều năm, chẳng hạn như cantana Rinaldo, tứ tấu dành cho đàn dây đầu tiên, tứ tấu thứ 3 dành cho piano, và bản giao hưởng đầu tiên. Ba bản giao hưởng khác sau đó hoàn tất vào năm 1877, 1883, và 1885.
Bốn bản giao hưởng của Brahms đưa ông đến những đỉnh cao nhất của âm nhạc giao hưởng thời kỳ sau Beethoven. Giao hưởng số 4 (E-moll) kể về các khúc ngoặt bi thương của cuộc sinh tồn đầy kịch tính và tinh thần bất khuất, thuộc số những tác phẩm độc đáo và hoàn mỹ nhất của Brahms. Bản Concerto cho violin (D-dur) là một trong những concerto hay nhất thế giới viết cho violin. Brahms nói: "Sáng tác đẹp như Mozart thì chúng ta chịu, nhưng ít nhất phải cố viết được tinh khiết như ông". Vấn đề không chỉ liên quan về kỹ thuật mà còn liên quan đến cả vẻ đẹp thẩm mỹ nội dung âm nhạc Mozart. Nhạc của Brahms phức tạp, xung động hơn nhạc của Mozart, như thời đại ông với thời đại của Mozart. Nhưng Brahms theo đuổi tín điều này, vì toàn bộ hoạt động sáng tạo của ông được đặc trưng khát vọng vươn tới những lý tưởng thẩm mỹ cao đẹp.
Năm 1889, Brahms được trở thành công dân danh dự của Hamburg và cho đến tận năm 1948 thì ông người gốc Hamburg duy nhất được nhận vinh dự này.

### Cuối đời

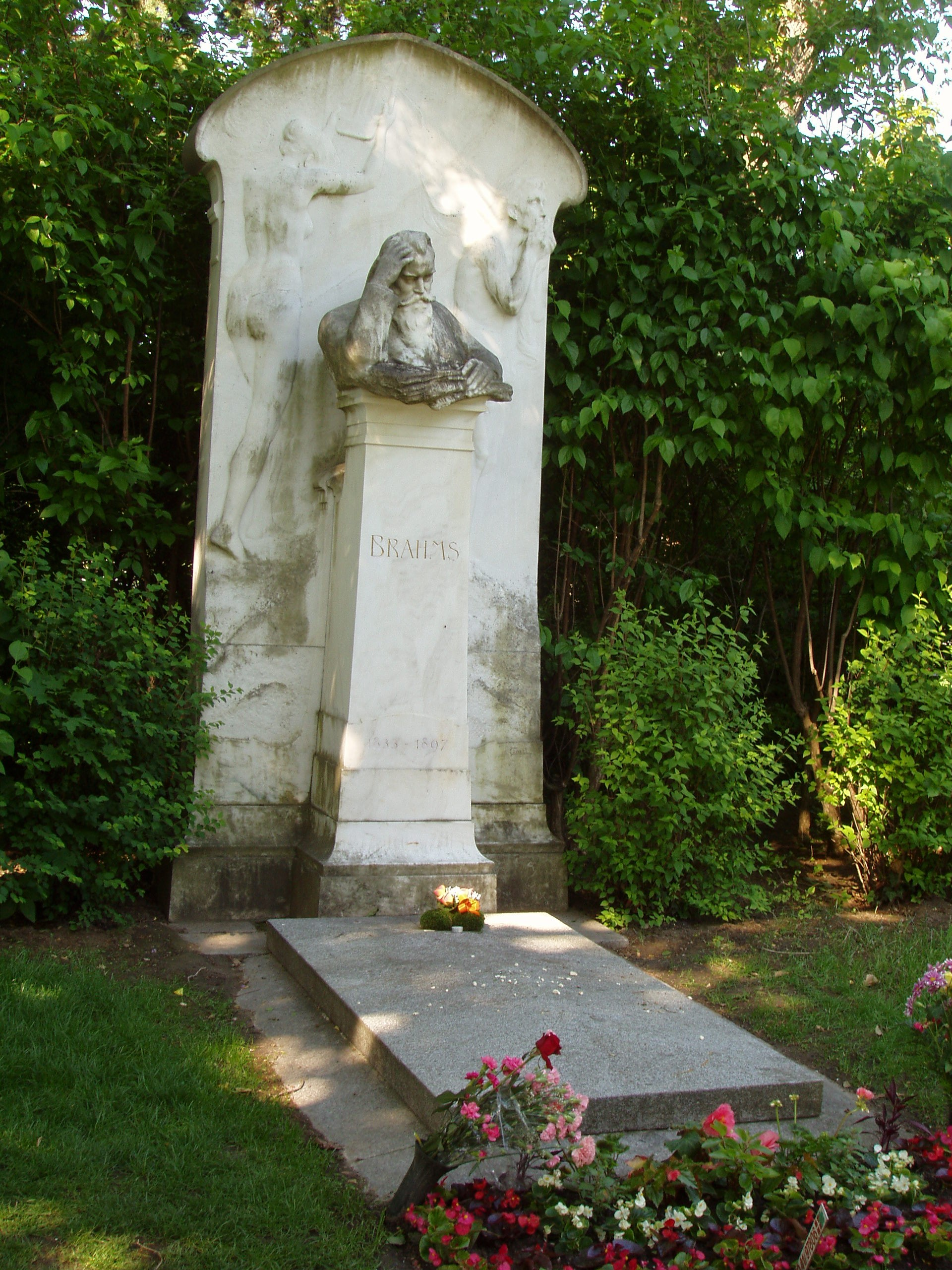
Mộ của Brahms tại Zentralfriedhof (Nghĩa trang trung tâm), Viên.

Năm 1890, ở 57 tuổi Brahms đã quyết định ngừng sáng tác. Tuy nhiên, khi những ý nhạc bật ra, ông không thể thực hiện được quyết định của mình, và trong những năm trước khi qua đời ông đã sáng tác thêm một số kiệt tác được ghi nhận. Sự ngưỡng mộ của ông đối với Richard Mühlfeld, một nghệ sĩ clarinet ở dàn nhạc Meiningen, đã gợi ý cho ông sáng tác các tam tấu clarinet, Op. 114, tứ tấu clarinet, Op. 115 (1891), và bản sonata số 2 cho clarinet, Op. 120 (1894). Ông cũng viết Vier ernste Gesänge, Op. 121 (1896), và Eleven Chorale Preludes dành cho organ, Op. 122 (1896).
Sau khi hoàn thành tác phẩm Op.121, Brahms đã bị bệnh ung thư (theo nhiều nguồn khác nhau thì là ung thư gan hoặc tuyến tụy). Bệnh dần trở nặng và ông qua đời vào ngày 03 tháng 4 năm 1897, thọ 63 tuổi. Brahms được chôn trong Zentralfriedhof (nghĩa trang trung tâm) ở Viên.

### Tưởng niệm
Cuối năm 1897, sau khi Brahms vừa mất, nhà soạn nhạc người Anh Hubert Parry đã viết một bản giao hưởng ngắn Elegy for Brahms (tiếng Việt: Bi khúc dành cho Brahms) để tưởng nhớ đến ông. Đối với Parry thì Brahms mãi mãi là nghệ sĩ vĩ đại nhất. Tuy nhiên bản giao hưởng này lại không được trình diễn vào lúc Parry còn sống, lần đầu tiên nó được trình diễn trước công chúng là vào năm 1918 trong 1 chương trình tưởng niệm cho chính Parry.

## Âm nhạc của Brahms

### Những tác phẩm
Brahms đã soạn một số công trình lớn cho dàn nhạc giao hưởng, bao gồm hai bản mộ khúc (serenade), bốn bản giao hưởng (symphony), bản concerto dành cho đàn piano số 2 (số 1 là viết trên cung Rê thứ, số 2 là viết trên cung Si giáng trưởng), một concerto cho đàn violon, một concerto đôi dành cho đàn violin và cello, và hai concerto overture: Academic Festival Overture và Tragic Overture.
Ein deutsches Requiem, nach Worten der heiligen Schrift, op. 45 (bản cầu siêu bằng tiếng Đức, ca từ trích từ Thánh kinh) là bản hợp xướng lớn của ông, tuy nhiên lời ca trong đó không phải được lấy trong nghi thức thánh lễ Missa pro defunctis (lễ cầu siêu), mà ông trích từ cuốn kinh thánh tiếng Đức do Martin Luther dịch. Công trình này được viết trong 3 giai đoạn chính của cuộc đời Brahms. Phiên bản đầu tiên của phần 2 được sáng tác vào năm 1854, không lâu sau lần tự tử hụt của Schumann, phần sáng tác này sau đó được Brahms sử dụng để viết concerto đầu tiên của ông dành cho đàn piano. Phần lớn bản Requiem này được ông viết sau cái chết của mẹ ông vào năm 1865. Phần 5 được bổ sung sau khi công bố chính thức vào năm 1868, tác phẩm được xuất bản vào năm 1869.

### Nhạc cụ
Johannes Brahms chủ yếu sử dụng đàn piano của Đức và Viên. Trong những năm đầu của sự nghiệp, ông chơi trên một cây đàn piano của hãng Baumgarten & Heins ở Hamburg. Năm 1856, Clara Schumann tặng ông một cây đàn piano Graf. Brahms đã giữ nó cho đến năm 1873, sau đó, ông tặng nó cho Hiệp hội âm nhạc Gesellschaft der Musikfreunde. Hiện nay cây đàn đang được trưng bày trong Bảo tàng Kunsthistorisches ở Viên. Vào năm 1864, trong bức thư viết cho Clara Schumann ông đã bày tỏ sự quan tâm của mình đối với các cây đàn piano hiệu Streicher. Năm 1873, ông nhận được cây đàn piano Streicher op.6713 và giữ nó trong nhà cho đến khi ông qua đời. Ông viết cho Clara: "Trên nó [trên cây đàn Streicher] tôi luôn biết chính xác những gì tôi muốn viết và tại sao tôi muốn theo cách này hay cách khác".
Vào những năm 1880 trong các buổi biểu diễn trước công chúng của mình, Brahms chủ yếu chơi trên đàn piano hãng Bösendorfer. Trong các buổi hòa nhạc tại Bonn, ông đã chơi trên cây đàn Steinweg Nachfolgern năm 1880 và đàn Blüthner năm 1883. Brahms cũng sử dụng đàn piano Bechstein trong một số buổi biểu diễn của mình như buổi biểu diễn tại Wurzburg và Cologne năm 1872,  và Amsterdam năm 1881.

#### Danh sách đĩa nhạc
- Alexandre Oguey, Neal Peres da Costa. Pastoral Fables. Fortepiano 1868 Streicher & Sons (Paul McNulty)
- Boyd McDonald. Johannes Brahms. The piano Miniatures. Fortepiano 1851 Streicher
- Hardy Rittner. Johannes Brahms. Complete Piano Music. Fortepiano 1846 Bosendorfer, 1856, Streicher 1868
- Italian Piano Quartet. Johannes Brahms. Klavier-quartette Op. 25. 26, 60.  SY 94D26 (2 CD) - World Premiere Recording with Original Instruments

### Tiếng Anh
- Deiters/Newmarch. (1888). Johannes Brahms: A Biographical Sketch. Fisher Unwin (reissued by Cambridge University Press, 2009; ISBN 978-1-108-00479-4)
- Johannes Brahms: Life and Letters, ISBN 0-19-816234-0 by Brahms himself, edited by Styra Avins, translated by Josef Eisinger (1998). A biography by way of comprehensive footnotes to a comprehensive collection of Brahms's letters (some translated into English for the first time). Elucidates some previously contentious matters, such as Brahms's reasons for declining the Cambridge invitation.
- Brahms, His Life and Work, by Karl Geiringer, photographs by Irene Geiringer (1987, ISBN 0-306-80223-6). A biog and discussion of his musical output, supplemented by, and cross-referenced with, the body of correspondence sent to Brahms.
- Charles Rosen discusses a number of Brahms's imitations of Beethoven in Chapter 9 of his Critical Entertainments: Music Old and New (2000; Cambridge, MA: Harvard University Press, ISBN 0-674-17730-4).
- Brahms by Malcolm MacDonald is a biography and also discussion of virtually everything Brahms composed, along with chapters examining his position in Romantic music, his devotion to Early Music, and his influence on later composers. (Dent 'Master Musicians' series, 1990; 2nd edition Oxford, 2001, ISBN 0-19-816484-X
- Johannes Brahms: A Biography, by Jan Swafford. A comprehensive (752 pages) look at the life and works of Brahms. (1999; Vintage, ISBN 0-679-74582-3)
- Late Idyll: The Second Symphony of Johannes Brahms, by Reinhold Brinkmann, translated by Peter Palmer. An analysis of Symphony No.2 and meditation of its position in Brahms's career and in relation to 19th century ideas of melancholy. (1995, Harvard, ISBN 0-674-51175-1)
- Johannes Brahms, His Work & Personality, by Hans Gal (Translated by Joseph Stein). Wiedenfeld & Nicolson, 1963.
- The Music of Brahms, by Michael Musgrave. Oxford, 1985 ISBN 0-19-816401-7

### Tiếng Đức
- Max Kalbeck: Johannes Brahms. Biographie in 4 Bänden. 1904–1914. Faksimile-Nachdruck Schneider/Tutzing 1976 (digitalisierte Online-Version)
- Willibald Nagel: Johannes Brahms. Stuttgart 1923.
- Florence May: Johannes Brahms. Die Geschichte seines Lebens. Aus dem Englischen übersetzt von Ludmille Kirschbaum. Breitkopf & Härtel, Leipzig 21925.
- W. Gieseler: Die Harmonik bei Johannes Brahms. Dissertation. 1949.
- Hans Gál: Johannes Brahms – Werk und Persönlichkeit. Fischer, Frankfurt am Main 1961.
- Renate und Kurt Hofmann: Johannes Brahms. Zeittafel zu Leben und Werk. Tutzing 1983.
- S. Kross (Hrsg.): Brahms – Bibliographie. Tutzing 1983.
- C. M. Schmidt: Johannes Brahms und seine Zeit. Regensburg 1983.
- M. L. McCorkle: Johannes Brahms thematisch-bibliographisches Werkverzeichnis. München 1984.
- M. Rohn: Die Coda bei Johannes Brahms. Heidelberg 1986.
- Christian Martin Schmidt: Reclams Musikführer Johannes Brahms. Reclam, Stuttgart 1994.
- S. Kross: Johannes Brahms. Versuch einer kritischen Dokumentar-Biographie. Bände 1 und 2. Bonn 1997.
- Peter Clive: Brahms and his world: a biographical dictionary, Lanham, Md. [u.a.]: Scarecrow Press, 2006, ISBN 978-0-8108-5721-6
- Malte Korff: Johannes Brahms. dtv premium, München 2008, ISBN 978-3-423-24656-9.
- Wolfgang Sandberger: Brahms-Handbuch, Stuttgart: Metzler; Kassel: Bärenreiter, 2009, ISBN 978-3-476-02233-2
- Peter Schmitz (2009). Johannes Brahms und der Leipziger Musikverlag Breitkopf und Härtel (Abhandlungen Zur Musikgeschichte). V&R unipress. ISBN 978-3-89971-728-0.